# Chusaurus xiangensis
Chusaurus xiangensis — викопний вид водних плазунів родини Pachypleurosauridae, що існував у ранньому тріасі, 244 млн років тому. Описаний у 2023 році.

## Рештки
Викопні рештки плазуна виявлені у відкладеннях формації Цзялінцзян у селі Суншугоу у повіті Наньчжан міста Сян'ян провінції Хубей на сході країни. Скам'янілості Chusaurus були описані у 2023 році групою палеонтологів з Китайського університету геонаук і Геологічного музею Хубея.

## Назва
Родова назва Chusaurus походить від королівства Чу в історії Китаю, яке існувало 201 року до н. е. по 70 рік н. е. на території типового місцезнаходження, а також вшановує Чу Чжунліня, китайського палеонтолога, який зробив внесок у вивчення морських рептилій тріасу. Назва виду xiangensis відноситься до річки Сян (Сянцзян), яка протікає через провінцію Хубей.

## Опис
Це була морська рептилія невеликого розміру, загальна довжина якого приблизно 60 см. Він мав тонке тіло, коротку шию та чотири веслоподібні кінцівки. Череп погано зберігся, але він мав деякі особливості, які відрізняють його від інших пахіплеврозавридів, такі як велика зовнішня носова кістка, зменшена передщелепна кістка та довга верхня щелепа. Зуби конічні та злегка вигнуті, що вказує на м'ясоїдну дієту.
Найвідмітнішою рисою Chusaurus є його коротка шия, яка складалася лише з 17 шийних хребців. Це набагато менше, ніж у інших пахіплеврозавридів, які мали від 24 до 28 шийних хребців, і менше, ніж у плезіозаврів, у яких від 28 до 76 шийних хребців. Шийні хребці Chusaurus також відносно короткі та широкі, з добре розвиненими нервовими шипами та ребрами. Спинні хребці схожі на хребці інших пахіплеврозавридів, але мають вираженіші поперечні відростки. Хвостові хребці збереглися погано, але здаються витягнутими і тонкими.
Кінцівки Chusaurus пристосовані для плавання, мають довгі та вузькі кістки та пальці. Плечова та стегнова кістки схожі за формою та розміром, але плечова кістка має більшу головку та більш помітний дельтопекторальний гребінь. Променева та ліктьова кістки коротші за плечову кістку, а великогомілкова та малогомілкова кістки коротші за стегнову. Manus і pes мають по п'ять цифр, причому п'ята цифра є найдовшою. Фаланги сплощені та розширені дистально, утворюючи веслоподібні структури.